# Stefanus van Engeland
Stefanus van Blois (Engels: Stephen; Frans: Étienne) (Blois (Frankrijk), 1096 – Dover (Kent), 25 oktober 1154) was koning van Engeland van 1135 tot 1154. Hij was de laatste koning uit het Normandische huis.

## Hoveling
Stefanus werd in Frankrijk geboren als zoon van Stefanus II van Blois, graaf van Blois en Chartres, en Adela van Engeland, de dochter van Willem de Veroveraar. Hij stond in bijzondere gunst bij zijn oom, koning Hendrik I van Engeland, en verkreeg van hem in 1115 de graafschappen Lancashire, Mortain en werd heer van Eye. Hij verbleef vooral op zijn Normandische bezittingen en vocht meerdere conflicten uit met andere edelen. Voor 1125 trouwde Stefanus met Mathilde van Boulogne, de erfdochter van graaf Eustatius III van Boulogne. In 1127 organiseerde hij voor Hendrik een campagne tegen Willem Clito, de nieuwe graaf van Vlaanderen, en Lodewijk VI van Frankrijk. Hierdoor kon Willem, die een tegenstander van Hendrik was, zich niet handhaven als graaf van Vlaanderen.
Na de dood van zijn schoonvader erfden Stefanus en Mathilde niet alleen het graafschap Boulogne maar ook zijn grote bezittingen in Normandië en het zuidoosten van Engeland. Stefanus was nu een van de rijkste edelen in Engeland en Frankrijk. Hij was een belangrijke hoveling in Engeland maar ook een regelmatige gast van Lodewijk VI aan zijn hof in Parijs.

## Opvolging van Hendrik
Hendrik had geen mannelijke erfgenamen. Voor zijn overlijden had hij daarom zijn edelen, waaronder Stefanus, laten zweren om zijn dochter Mathilde als vorstin te zullen steunen. Toen Hendrik in 1135 stierf, ontstond er een complexe situatie. Veel edelen en kerkvorsten konden niet zomaar een vrouw als koning accepteren, die bovendien was getrouwd met een edele die niet van Normandische of Engelse afkomst was (Godfried V van Anjou). Er ontstond fel debat over de invulling van het koningschap en tegelijkertijd stelden de edelen uit Normandië Stefanus' oudste broer Theobald IV van Blois kandidaat als koning.
Stefanus maakte gebruik van de impasse door zich in Londen tot koning uit te roepen. Met steun van zijn broer bisschop Hendrik van Winchester kreeg hij de steun van de koninklijke kanselier en schatbewaarder. Stefanus bezette met een klein leger Canterbury en Dover om een mogelijke invasie te kunnen afslaan. Stefanus kocht de steun van de kerk door te beloven de kerk in vrijheid bisschoppen te laten benoemen. En hij kocht de steun van de edelen en de steden door de belasting voor het Danegeld af te schaffen. Theobald gaf zijn aanspraken op in ruil voor het regentschap van het hertogdom Normandië. Mathilde gaf echter niet toe en daarmee begon een periode van strijd die de hele regering van Stefanus zou voortduren (Anarchie).
Omdat Stefanus' vrouw ook Mathilde heette, werden zij en de kandidaat-koningin van elkaar onderscheiden door de vrouw van Stefanus "koningin Mathilde" te noemen en de kandidaat-koningin "keizerin Mathilde", omdat ze in haar eerste huwelijk met keizer Hendrik V getrouwd was geweest.

## Streven naar gezag
In de eerste jaren van Stefanus' regering had hij nog een kans om zijn macht te vestigen en een stabiel bestuur op te bouwen. Keizerin Mathilde bezat niet echt de middelen om hem te bedreigen. Belangrijke edelen zagen echter hun kans om voordeel te halen uit de onzekere situatie. De eerste was koning David I van Schotland, die ook grote Engelse goederen in leen had. In 1136 viel hij met een Schots leger Engeland binnen maar toen Stefanus een groot leger op de been wist te brengen werd in Durham een vrede onderhandeld waarbij David en zijn zoons belangrijke goederen in het noorden van Engeland konden verwerven. Tijdens een rijksdag erkenden bijna alle edelen het koningschap van Stefanus en de enkele weigeraars werden snel onderworpen, maar Stefanus heeft ze slechts licht of helemaal niet bestraft.
Inmiddels had Godfried van Anjou Normandië aangevallen. In 1137 onderhandelde Stefanus met veel moeite een overeenkomst waarbij Godfried zich terug trok tegen een betaling van 2000 pond per jaar. De Schotten vielen in 1138 weer het noorden van Engeland binnen. Stefanus viel op zijn beurt Schotland binnen. Over en weer werden gebieden geplunderd en verwoest, totdat een lokaal Engels leger de Schotten wist te verslaan in de slag van de Standaard. Stefanus moest zich terug trekken uit Schotland omdat zijn neef Robert van Gloucester, bastaardzoon van Hendrik I van Engeland, ontevreden was geworden over de beperkte rol die Stefanus hem had gegeven in het bestuur, en besloot om keizerin Mathilde te steunen. Stefanus wist de meeste gebieden van Robert te veroveren maar zag af van een aanval op Bristol - Roberts belangrijkste machtsbasis. Omdat zijn adviseurs vonden dat hij te mild was voor opstandelingen, liet Stefanus het grootste deel van het garnizoen van Shreswsbury vermoorden nadat ze zich hadden overgegeven.
Stefanus' broer bisschop Hendrik werd rond deze tijd benoemd tot pauselijk legaat voor Engeland. Stefanus stichtte de abdij van Furness. Koningin Mathilde onderhandelde in 1139 een nieuwe overeenkomst met David van Schotland waarbij die de controle kreeg over Northumbria, inclusief de strategische kastelen van Newcastle upon Tyne en Bamburgh, maar wel Stefanus als koning erkende.

## Anarchie
In 1139 leek Stefanus, afgezien van enkele lokale problemen, duidelijk de macht in handen te hebben in Engeland en Normandië. Maar in dat jaar begonnen de problemen pas echt, voor een groot deel door Stefanus zelf veroorzaakt:
- Stefanus kreeg een ernstig conflict met zijn kanselier, de bisschop van Salisbury. Hierdoor koos diens familie de kant van keizerin Mathilde. Omdat Stefanus in reactie hierop steeds meer de benoeming van vertrouwelingen in kerkelijke ambten doordrukt, en daarmee zijn belofte van 1135 breekt, wordt de relatie met de kerk als geheel slechter.
- Keizerin Mathilde bezocht met Robert van Gloucester onverwacht haar moeder in Arundel. Stefanus was zo nobel om ze een vrijgeleide naar Bristol te geven, terwijl hij ze ook gevangen had kunnen nemen. Mathilde en Robert begonnen toen rondom Bristol een nieuwe machtsbasis op te bouwen.

Stefanus had nog de gelegenheid om in 1140 de abdij van Coggeshall te stichten. Hij belegerde het kasteel van Lincoln en werd daar op 2 februari 1141 door Robert van Gloucester aangevallen (Slag bij Lincoln). Stefanus werd verslagen en gevangengenomen. Tegelijk was Stefanus' broer Theobald verwikkeld in een conflict met de koning van Frankrijk. Daardoor kon hij niet voorkomen dat Godfried van Anjou Normandië veroverde. Keizerin Mathilde riep zichzelf uit tot "Heerseres van Engeland en Normandië" en begon voorbereidingen voor een kroning. Hendrik, de pauselijke legaat en broer van Stefanus, probeerde een vrijlating van Stefanus te onderhandelen en bood daarbij aan dat Stefanus van de koningstitel zou afzien. Keizerin Mathilde wilde daar niet op ingaan en Hendrik weigerde daarna mee te werken aan de kroning, waardoor die niet door kon gaan. Keizerin Mathilde werd door de boze bevolking uit Londen verjaagd. In september trok zij met een leger naar Winchester om Hendrik te dwingen aan een kroning mee te werken. Koningin Mathilde greep nu haar kans. Terwijl de troepen van de keizerin het kasteel van Winchester belegerden, omsingelden haar troepen de hele stad. Het leger van keizerin Mathilde sloeg op de vlucht en Robert van Gloucester werd gevangengenomen. Kort daarna werden Stefanus en Robert tegen elkaar geruild. Stefanus liet zich opnieuw kronen in Canterbury.
In 1142 werd keizerin Mathilde drie maanden lang belegerd in Oxford maar ze wist op gedurfde wijze te ontsnappen. Stefanus en Hendrik werden in 1143 verslagen door Robert van Gloucester. De paus nam Hendrik in dat jaar zijn functie als pauselijk legaat af. Stefanus had toen alleen nog controle over het noorden en oosten van Engeland en was niet bij machte om een campagne tegen keizerin Mathilde of naar Normandie te ondernemen. Hij had grote problemen om zijn vazallen onder controle te houden.
Na 1143 volgden enkele jaren van betrekkelijke rust. Dat veranderde toen Robert van Gloucester in 1147 overleed en Hendrik, de zoon van keizerin Mathilde de leiding van de strijd op zich nam. Hendrik was nog jong en wilde in actie komen. Hetzelfde jaar viel hij met een leger van huurlingen Stefanus aan maar de campagne mislukte. Hendrik sloot een overeenkomst met Stefanus waarbij Hendrik zich terugtrok maar Stefanus het achterstallige loon van zijn soldaten zou betalen. Later probeerde Hendrik nog om Stefanus vanuit Schotland aan te vallen maar hij moest vluchten toen Stefanus met een groot leger naar York trok. Hendrik werd gevangengenomen en uiteindelijk teruggestuurd naar Normandië. In 1151 wilde Hendrik Stefanus vanuit Normandië aanvallen, maar blies de onderneming af toen zijn vader overleed. Toen Hendrik in 1152 trouwde met Eleonora van Aquitanië beschikte hij over alle middelen die nodig waren om een grootscheepse invasie te ondernemen. In 1153 stak Hendrik met een leger over naar Engeland en viel Stefanus aan. De belangrijkste edelen in beide kampen wilden het echter niet op een grootschalige oorlog laten aankomen. Zij dwongen Stefanus en Hendrik tot onderhandelingen en er werd een overeenkomst bereikt: Stefanus bleef koning en benoemde Hendrik tot zijn opvolger, wat mogelijk was omdat Stefanus' oudste zoon en kroonprins Eustaas IV van Boulogne kort daarvoor was overleden.

## Dood en waardering
Stefanus overleed in 1154 in de priorij van Dover aan ingewandproblemen en inwendige bloedingen. Hij is begraven in de abdij van Faversham, waar zijn vrouw twee jaar eerder ook was begraven.
Volgens de kronieken was Stefanus een vriendelijke man die graag door iedereen aardig werd gevonden. Hij hield er niet van om hard of streng te zijn en had daardoor op zijn minst een deel van zijn problemen aan zichzelf te wijten. Aan de andere kant had hij een reputatie dat hij zich niet aan afspraken hield. Ook heeft hij meerdere malen edelen een vrijgeleide gegeven om ze vervolgens gevangen te kunnen nemen.
De "Anarchie" is een periode die geliefd is in Engelse en Amerikaanse fictie. Stefanus wordt daarin meestal als een onbetrouwbare usurpator afgeschilderd.

## Kinderen
Stefanus en Mathilde kregen de volgende kinderen:
- Boudewijn, ca. 1136 op ongeveer 10-jarige leeftijd overleden te Londen en begraven in de priorij van Aldgate.
- Eustaas
- Willem
- Mathilde, als peuter met Pasen 1136 verloofd met Walram IV van Meulan maar ca. 1140 op ongeveer 6-jarige leeftijd overleden en begraven in de priorij van Aldgate.
- Maria

Stefanus had een relatie met Dameta, een vrouw uit de lagere Normandische adel. Zij kregen de volgende kinderen:
- Gervais (ca. 1118 - 1160), ca. 1137 abt van Westminster Abbey en daar begraven
- mogelijk Amalrik
- mogelijk Rudolf

Bij een andere vrouw had Stefanus nog een buitenechtelijke dochter. Haar naam is niet bekend maar ze trouwde vermoedelijk met Hervé, burggraaf van het land van Léon.

## Voorouders
| Overgrootouders                   | Odo II van Blois (983–1037) ∞ Irmgard van Auvergne (-)                   | Odo II van Blois (983–1037) ∞ Irmgard van Auvergne (-)                   | Herbert I van Maine (990-1036) ∞ ? (–)                                   | Herbert I van Maine (990-1036) ∞ ? (–)                                   | Robert de Duivel (1000/1010-1035) ∞ Herleva (1015-1050)                      | Robert de Duivel (1000/1010-1035) ∞ Herleva (1015-1050)                      | Boudewijn V van Vlaanderen (1013-1067) ∞ 1028 Adela van Mesen (1116-1165)    | Boudewijn V van Vlaanderen (1013-1067) ∞ 1028 Adela van Mesen (1116-1165)    | Boudewijn V van Vlaanderen (1013-1067) ∞ 1028 Adela van Mesen (1116-1165) | Boudewijn V van Vlaanderen (1013-1067) ∞ 1028 Adela van Mesen (1116-1165) |
| Grootouders                       | Theobald III van Blois (10120-1089) ∞ Garsende van Maine (-)             | Theobald III van Blois (10120-1089) ∞ Garsende van Maine (-)             | Theobald III van Blois (10120-1089) ∞ Garsende van Maine (-)             | Theobald III van Blois (10120-1089) ∞ Garsende van Maine (-)             | Willem de Veroveraar (±1028–1087) ∞ 1051 Mathilde van Vlaanderen (1031-1083) | Willem de Veroveraar (±1028–1087) ∞ 1051 Mathilde van Vlaanderen (1031-1083) | Willem de Veroveraar (±1028–1087) ∞ 1051 Mathilde van Vlaanderen (1031-1083) | Willem de Veroveraar (±1028–1087) ∞ 1051 Mathilde van Vlaanderen (1031-1083) |                                                                           |                                                                           |
| Ouders                            | Stefanus II van Blois (±1045–1102) ∞ 1080 Adela van Engeland (1062-1137) | Stefanus II van Blois (±1045–1102) ∞ 1080 Adela van Engeland (1062-1137) | Stefanus II van Blois (±1045–1102) ∞ 1080 Adela van Engeland (1062-1137) | Stefanus II van Blois (±1045–1102) ∞ 1080 Adela van Engeland (1062-1137) | Stefanus II van Blois (±1045–1102) ∞ 1080 Adela van Engeland (1062-1137)     | Stefanus II van Blois (±1045–1102) ∞ 1080 Adela van Engeland (1062-1137)     | Stefanus II van Blois (±1045–1102) ∞ 1080 Adela van Engeland (1062-1137)     | Stefanus II van Blois (±1045–1102) ∞ 1080 Adela van Engeland (1062-1137)     |                                                                           |                                                                           |
| Stefanus van Engeland (1096-1154) |                                                                          |                                                                          |                                                                          |                                                                          |                                                                              |                                                                              |                                                                              |                                                                              |                                                                           |                                                                           |

- Bibsys: 6005326
- Biblioteca Nacional de España: XX960520
- Bibliothèque nationale de France: cb12517564t (data)
- Gemeinsame Normdatei: 118798693
- International Standard Name Identifier: 0000 0000 6700 5181
- Library of Congress Control Number: n50047291
- Nationale Bibliotheek van Tsjechië: jn20000728725
- Nationale Bibliotheek van Israël: 987007268687805171
- Nationale Bibliotheek van Polen: a0000003616765
- LIBRIS: 212792
- Système universitaire de documentation: 034418121
- Virtual International Authority File: 265656958
- WorldCat: E39PBJrchwX74jbQmMmGGR7bVC